# Богомолов, Николай Алексеевич
Никола́й Алексе́евич Богомо́лов (16 декабря 1950, Москва — 20 ноября 2020, там же) — советский и российский литературовед, профессор МГУ. Доктор филологических наук (1992), профессор (1994), заведующий кафедрой литературно-художественной критики и публицистики факультета журналистики МГУ (с 1994 года). Один из авторов «Большой российской энциклопедии».

## Биография
Окончил филологический факультет МГУ (1973) и аспирантуру там же (1978), защитил кандидатскую диссертацию «Взаимодействие и борьба идейно-стилевых течений в русской поэзии эпохи гражданской войны». Затем — преподаватель альма-матер, с 1994 года — заведующий кафедрой литературно-художественной критики и публицистики факультета журналистики МГУ. Сопредседатель Русского библиографического общества (1991). Доктор филологических наук (1992, диссертация «Проблемы поэзии в русской критике 1910-х — первой половины 1920-х годов»). Член Союза писателей Москвы (1995). Член редколлегий журнала «Новое литературное обозрение», альманаха «Минувшее» (с 1993 до прекращения), журналов «Воум», «Зборник матице српске за славистику», «Wiener slavistisches Jahrbuch», «Slavica Revalensia».
Читал лекции и вёл семинары на факультете журналистики МГУ по курсу «Основы теории литературы» («Введение в литературоведение»), читал курсы «Основы информационного поиска в сфере художественной культуры», «Литературный процесс: русский опыт», а также вёл специальные семинары для всех курсов. Заслуженный профессор Московского университета (2006).
Основные работы посвящены русской литературе начала XX века, стиховедению и текстологии.
Лауреат Ломоносовской премии МГУ (1996; за исследовательскую дилогию «Михаил Кузмин. Статьи и материалы», «Михаил Кузмин. Искусство, жизнь, эпоха») и Международной отметины имени отца русского футуризма Давида Бурлюка.
20 ноября 2020 года скончался в больнице от коронавирусной инфекции COVID-19. Похоронен 24 ноября на Кунцевском кладбище.

## Семья
- Отец — Алексей Сергеевич Богомолов (1927—1983), историк философии, переводчик, профессор философского факультета МГУ[6][7].
  - Брат — Алексей Алексеевич Богомолов (р. 1956), журналист, писатель, редактор.
- Жена — Наталья Александровна Богомолова, филолог-испанист, переводчик.
  - Два сына[8].

### Книги, монографии
- Строки, озарённые Октябрем: Становление советской поэзии (1917—1927): Кн. для учителя. — М.: Просвещение, 1987. — 191 с.
- В зеркале «серебряного века»: Русская поэзия начала XX в. — М.: О-во «Знание» РСФСР, 1990. — 40 с.
- Материалы к библиографии русских литературно-художественных альманахов и сборников: 1900—1937. Т. 1. — М.: Русское библиогр. общество при участии изд. «Лантерна-Вита», 1994. — 624 с.
- Стихотворная речь: Пособие для учащихся старших классов. — М.: Интерпракс, 1995. — 262 с.
- Михаил Кузмин: Статьи и материалы. — М. : Новое литературное обозрение, 1995. — 367 с.
- Михаил Кузмин: Искусство, жизнь, эпоха. — М.: НЛО, 1996. — 318 с. (В соавторстве с Дж. Э. Малмстадом)
  - То же на англ. языке. Кембридж, 1999.
  - То же, второе издание, переработанное. — СПб.: Вита Нова, 2008.
  - Богомолов Н. А., Малмстад Дж. Э. Михаил Кузмин. — М.: Молодая гвардия, 2013. — 395 с. — (Жизнь замечательных людей).
- Русская литература начала XX века и оккультизм: Исследования и материалы. — М.: Новое литературное обозрение, 1999. — 550 с.
- Русская литература первой трети XX века: Портреты. Проблемы. Разыскания. — Томск: Водолей, 1999. — 640 с.
- Журналистика русского символизма: Учебное пособие. — М., 2002. — 77 с.
- От Пушкина до Кибирова: Статьи о русской литературе, преимущественно о поэзии. — М.: Новое литературное обозрение, 2004. — 623 с.
- Университетские годы Валерия Брюсова: Студенчество (1893—1899). — М.: ВК, 2005. — 83 с.
- Вячеслав Иванов в 1903—1907 годах: Документальные хроники. — М.: Изд-во Кулагиной — Intrada, 2009. — 285 с.
- Две лекции по истории современной литературы. — М.: Факультет журналистики МГУ, 2009.
- Краткое введение в стиховедение. — М.: Факультет журналистики МГУ, 2009.
- Вокруг «Серебряного века»: Статьи и материалы. — М.: Новое литературное обозрение, 2010. — 708 с.
- Сопряжение далековатых: О Вячеславе Иванове и Владиславе Ходасевиче. — М.: Intrada, 2011. — 342 с.
- Бардовская песня глазами литературоведа. — Азбуковник, 2019. — 528 с. — ISBN 978-5-91172-183-1.
- Разыскания в области русской литературы XX века. От fin de siècle до Вознесенского. В 2 томах. — М.: Новое литературное обозрение, 2021.
Т. 1. Время символизма. 548 с. — ISBN 978-5-4448-1519-9.
Т. 2. За пределами символизма. 584 с. — ISBN 978-5-4448-1520-5.
- Собиратель. Иван Никанорович Розанов и его время. — М.: Азбуковник, 2021.

### Составленные антологии и альманахи
- Поэзия Октября: стихи советских поэтов. Москва: 1977
- Ново-Басманная, 19. Сост. Н. Богомолова. — М.: Художественная литература, 1990. — 750 с. — 50 000 экз. — ISBN 5-280-01320-X.
- Анти-мир русской культуры. — М., 1996.
- Поэзия 1920-х годов. — М.: Пушкинская библиотека, 2000.
- Критика русского символизма. — М., 2002.

### Составленные сборники произведений
- Н. Гумилёв. — М., 1989.
- Г. Иванов. — М., 1989.
- В. Ходасевич. — Л., 1989.
- В. Ходасевич. — М., 1989.
- М. Бекетова. — М., 1990.
- И. Анненский. — М., 1990.
- В. Брюсов. — М., 1990.
- В. Ходасевич. — М., 1991.
- Н. Гумилёв. — М., 1991.
- З. Гиппиус. — М., 1991.
- К. Большаков. — М., 1991.
- И. Анненский. — М., 1992.
- Н. Гумилёв. — Иркутск, 1993.
- Н. Гумилёв. — М., 1994.
- М. Кузмин. — СПб., 1996.
- В. Ходасевич. — М., 1996
- А. Тиняков. — Томск, 1997.
- М. Кузмин. — М., 2000.
- М. Кузмин. СПб., 2000.
- М. Кузмин. СПб., 2000.
- И. Анненский, М. Кузмин. — М., 2000.
- В. Ходасевич. — М., 2001.
- М. Кузмин. — М., 2001.
- Андрей Белый. — М., 2001.
- А. Тиняков. — М., 2002.
- В. Брюсов и Н. Петровская. — М., 2002.
- М. Кузмин. СПб., 2005.
- М. Кузмин. — М., 2006.
- Вяч. Иванов и Л. Д. Зиновьева-Аннибал. — М., 2009.

### Публикации в периодике
Печатался с 1976 года в журналах «Литературное обозрение», «Вопросы литературы», «De Visu», «Новое литературное обозрение», например:
- Жизнь и поэзия Владислава Ходасевича // Вопросы литературы. — 1988. — № 3.
- «Мы два грозой зажжённые ствола…» // Литературное обозрение. — 1991 — № 11.
- Вл. Ходасевич в московском и петроградском литературном кругу // Вопросы литературы. — 1996 — № 4.
- Гумилёв и оккультизм: Продолжение темы // НЛО. 1997, № 26.
- Вячеслав Иванов и Кузмин: К истории отношений // Вопросы литературы. — 1998 — № 1.
- «Москва — Петушки»: Историко-литературный и актуальный контекст // НЛО. — 1999. — № 38.
- Ещё раз о Брюсове и Пастернаке // НЛО. — 2000. — № 46.
- Булат Окуджава и массовая культура // Вопросы литературы. — 2002. — № 3.
- Авантюрный роман как зеркало русского символизма // Вопросы литературы. — 2002. — № 6.
- Послание из Прибалтики: Заметки о новинках прибалтийской русистики // НЛО. — 2002. — № 53.
- О двух «рождественских стихотворениях» И. Бродского // НЛО. — 2002. — № 56.
- Несколько размышлений на заданную тему // НЛО. 2003, № 59
- «Когда-нибудь дошлый историк…»: Обзор изданий второстепенных поэтов XX в. // НЛО. — 2003. — № 60.
- Окуджава диссидентом не был? // Знамя. — 2005. — № 5.
- Лавров, Александр Васильевич / Богомолов Н. А. // Крещение Господне — Ласточковые [Электронный ресурс]. — 2010. — С. 553. — (Большая российская энциклопедия : [в 35 т.] / гл. ред. Ю. С. Осипов ; 2004—2017, т. 16). — ISBN 978-5-85270-347-7.

## Память
- 20—22 октября 2022 года в Санкт-Петербурге, в Институте русской литературы (Пушкинский Дом) РАН прошла международная научная конференция «Миры Михаила Кузмина: к 150-летию со дня рождения», посвящённая памяти Николая Богомолова, исследователя творчества Кузмина[9].